# Città satellite
Città satellite è un concetto dell'urbanistica che si riferisce essenzialmente a piccole aree metropolitane disposte alla periferia di metropoli più vaste.
In alcuni casi si parla, più che di città, di “quartiere satellite”.

## Caratteristiche
Le città satelliti sono città di piccola o media dimensione, situate nell'area di influenza di una città maggiore (metropoli), che:
- Anticipano l'espansione periferica della metropoli;
- Sono parzialmente indipendenti dalla metropoli, sia economicamente che socialmente;
- Sono fisicamente separate dalla metropoli da un territorio rurale; le città satelliti dovrebbero avere la loro propria indipendente area urbana;
- Hanno le loro zone residenziali;
- Sono strutturate con un centro circondato dalle tradizionali periferie;
- Possono essere statisticamente contate come parti delle metropoli adiacenti.
- Sono materialmente separate dalla metropoli, e hanno una propria vita sociale e un'amministrazione indipendente.